# Еміль Саломонссон
Карл Еміль Саломонссон (швед. Karl Emil Salomonsson, нар. 28 квітня 1989, Еркеллюнга) — шведський футболіст, захисник клубу «Гетеборг».

## Кар'єра

### Рання кар'єра
Почавши займатись футболом в Ekets GoIF, перейшов до «Енгельгольм ФФ» в 2004 році.
Протягом сезону 2006 року він зацікавив представників трьох клубів Аллсвенскана: «Гетеборга», «Гельсінгборга» і «Гальмстада», зупинивши свій вибір на останньому з них. Утім відразу ж був відданий в оренду назад до «Енгельгольма», і за команду нового клубу дебютував лише 2009 року. Більшу частину сезону 2009 року він грав на позиції правого захисника, проте 9 серпня в матчі проти «Кальмара» використовувався на позиції нападника.

### «Гетеборг»
30 серпня 2011 року було підтверджено, що Саломонссон підписав контракт з «Гетеборгом». Спочатку у новому клубі був здебільшого резервистом  Адама Йоганссона. Коли останній покинув клуб, Саломонссон став гравцем основного складу і в сезоні 2012 року, який його команда завершила на сьомому місці, зіграв 27 матчів. 30 вересня 2014 року він подовжив контракт до кінця сезону 2018 року. 

### «Санфрече Хіросіма»
2019 року перебрався до Японії, ставши гравцем «Санфрече Хіросіма». 23 лютого 2019 року у своєму першому ж матчі у Джей-лізі відзначився забитим голом у ворота «Сімідзу С-Палс».

## Титули і досягнення
- Володар Кубка Швеції (2):

«Гетеборг»: 2012-2013, 2014-2015